# Joséphine Bacon
Pour les articles homonymes, voir Bacon.
Joséphine Bacon, née le 23 avril 1947, est une poète, parolière, conteuse, conférencière, scénariste, traductrice-interprète et réalisatrice innue originaire de Pessamit au Québec (Canada). Elle est l'autrice, entre autres, du recueil bilingue Uiesh Quelque part, qui remporte de nombreux prix lors de sa publication, dont le Prix des libraires et le Prix Voix autochtones 2019.

## Biographie
Née le 23 avril 1947 dans la communauté innue de Pessamit, Joséphine Bacon vit les cinq premières années de sa vie en semi-nomadisme dans le Nutshimit.
Elle est envoyée au pensionnat à Maliotenam, à 16 kilomètres à l'est de Sept-Îles, mais réussit à éviter un déracinement complet en côtoyant les jeunes des communautés environnantes, ce qui lui permet de converser dans sa langue maternelle.
Début vingtaine, elle quitte Maliotenam en direction de Québec pour suivre des cours en secrétariat. Elle parle alors en français et un peu en anglais. Elle continue de discuter en innu-aimun avec ses quelques amis qui ont fait le chemin avec elle. Puis, Joséphine se rend à Ottawa afin de participer à une formation offerte par le Bureau des affaires autochtones.

### Traduction et cinéma
En 1968, elle se rend à Montréal pour trouver du travail. Après quelques tentatives infructueuses, elle se retrouve à la rue. Elle survit grâce à quelques emplois avant de rencontrer des anthropologues, Rémi Savard, Sylvie Vincent et José Mailhot, pour qui elle deviendra traductrice. Elle travaille également comme traductrice-interprète auprès des aînés innus du Labrador et du Québec, détenteurs des traditions orales, et transcrit pour eux de nombreux mythes fondateurs. Elle se réapproprie ainsi la langue du Nutshimit,,.
En plus de son travail de transcription et d’assistante de recherche, elle œuvre aussi avec des linguistes, devient traductrice et collabore avec des cinéastes, dont Gilles Carle et Arthur Lamothe. Grâce à une formation de l'Office national du film du Canada, elle acquiert les connaissances nécessaires afin de devenir elle-même documentariste. Sa première réalisation, aujourd’hui introuvable, raconte la rencontre d’aînés innus et de mères de clan de Kahnawake.
Joséphine Bacon réalise Ameshkuatan, Les sorties du castor en 1978 et Tshishe Mishtikuashisht, Le petit grand européen, Johan Beetz en 1997,. Elle participe aux treize émissions de la série télévisée Mupu (2002), à la série Carcajou Mikun, Finding our talk, avec les productions Mushkeg Nutaq et Innu-Assi, avec les productions Manitu.
Chercheuse importante en milieu autochtone depuis 1970, Joséphine Bacon obtient un doctorat honorifique en anthropologie de l’Université Laval en 2016 pour sa contribution à la documentation de la culture innue. En 2021, l'Université du Québec à Montréal lui en décerne un également.
Joséphine Bacon a participé comme traductrice et narratrice à des documentaires du cinéaste Arthur Lamothe.
Elle a également participé au film Je m'appelle humain (2020) de Kim O'Bomsawin et apparaît dans le film Bootlegger de Caroline Monnet en 2021,.

### Écriture
Ambassadrice de la culture des Premières Nations au Québec et à l’étranger, elle met de l'avant la fierté d'être Autochtone. Les thèmes centraux de son écriture sont le nomadisme, la parole des Anciens, l'appartenance, le colonialisme et la décolonisation ainsi que l'identité.
En 2009, elle publie son premier recueil Bâtons à message / Tshissinuatshitakana chez Mémoire d'encrier, lequel reçoit le Prix des lecteurs du Marché de la poésie de Montréal en 2010.
Elle publie en 2011, en duo avec José Acquelin, Nous sommes tous des sauvages. En 2013 sort Un thé dans la toundra / Nipishapui nete mushuat chez Mémoire d'encrier, finaliste au Prix du Gouverneur général et au Grand Prix du livre de Montréal.
Joséphine Bacon poursuit son parcours littéraire avec la publication de son recueil Uiesh Quelque part (Mémoire d'encrier, 2018) qui lui vaut le Prix des libraires 2019 ainsi que le Prix Voix autochtones 2019 (Indigenous Voices Awards),.
Elle publie également dans de nombreuses revues, collectifs et anthologies, notamment dans une correspondance avec José Acquelin sous la direction de Laure Morali qui s'intitule Parlons-nous ! et qui a été publié aux éditions Mémoire d'encrier (2008) ainsi que dans Bonjour voisine, sous la direction de Marie Hélène Poitras toujours aux éditions Mémoire d'encrier (2013).
Les textes de Joséphine Bacon ont été traduits en anglais par Phyllis Aronoff (2009), Donald Winkler (2016), Kathryn Gabinet-Kroo (2020) ainsi qu'en allemand par Michael von Killisch-Horn (2020).
Elle a également été invitée en Colombie, en France, en Russie, en Arménie et en Haïti afin de participer à divers événements de poésie. Elle enseigne l'innu-aimun depuis une quarantaine d'années et donne de nombreux ateliers d'écriture et conférences dans les universités, les cégeps et dans plusieurs communautés autochtones du Québec, comme dans son village natal Pessamit ou ailleurs, comme aux Escoumins, à Mashteuiatsh, Natashquan, Obedjiwan, Sept-Îles et Odanak. Elle travaille également à la traduction de divers écrits en innu-aimun vers le français.
Elle a aussi été parolière et auteure des textes d’enchaînement du spectacle de Chloé Sainte-Marie : Nitshisseniten e tshissenitamin. Elle a aussi monté une exposition à la Grande Bibliothèque du Québec : Matshinanu – Nomades.

### Réception critique
En 2018, on lui rend hommage à l'occasion de la Grande nuit de la Poésie se déroulant au village de Saint-Venant-de-Paquette, grâce à Jean-François Létourneau qui s'est entretenu avec la Fabrique culturelle.
Cette même année, elle est nommée Compagnon de l’Ordre des arts et des lettres du Québec.
En 2021, elle est invitée à la neuvième édition du Festival international des écrits de lettres, sur le thème Canadiennes et québécoises à Saint-Sauveur-en-Puisaye, où elle est interviewée par Achmy Halley pour le grand entretien du festival, après projection du film Je m'appelle humain.
En 2024, elle est nommée chevalière de l'Ordre de la Pléiade.

## Œuvres

### Poésie
- Joséphine Bacon, Bâtons à message / Tshissinuashitakana, Montréal, Mémoire d'encrier, 2009, 144 p. (ISBN 9782923713090, 9782897122515 et 9782923713830)
- Joséphine Bacon et José Acquelin, Nous sommes tous des sauvages, Montréal, Mémoire d'encrier, 2011, 70 p. (ISBN 9782923713502)
- Joséphine Bacon, Un thé dans la toundra / Nipishapui nete mushuat, Montréal, Mémoire d'encrier, 2013, 104 p. (ISBN 9782897120955, 9782897120962 et 9782897120979)
- Joséphine Bacon et Laure Morali (dir.), Nin Auass / Moi l’enfant, Montréal, Mémoire d’encrier, 2021, 353 p. (ISBN 9782897126919, 9782897126933 et 9782897126926)
- Joséphine Bacon, Uiesh / Quelque part, Montréal, Mémoire d'encrier, 2018, 124 p.  (ISBN 978-2-89712-541-7)
- Joséphine Bacon, Kau Minuat - Une fois de plus, Montréal, Mémoire d’encrier, 2023, 136 p. (ISBN 978-2-89712-929-3)

### Revues et collectifs (sélection)
- [Poèmes], Littérature amérindienne du Québec : Écrits de langue française, sous la direction de Mauricio Gatti, Montréal, Bibliothèque québécoise, 2009 [2004], p. 116-119.  (ISBN 9782894063057)
- Correspondance avec José Acquelin, Aimititau ! Parlons-nous !, sous la direction de Laure Morali, Montréal, Mémoire d'encrier, 2008 [réédité dans la collection « Legba » en 2017], 324 p.  (ISBN 9782923153780, 9782897124861, 9782897124885 et 9782897124885)
- « L’Odyssée des Innus », Littoral, no. 10, printemps 2015, p. 164.  (ISBN 9782897910594)
- « Matshimashka! Résiste! » (avec Laure Morali), Relations, no. 783, mars-avril 2016, p. 20-21.  (ISSN 0034-3781 et 1929-3097)
- « Retour / Shashish », Femmes rapaillées, sous la direction d’Isabelle Duval et de Ouanessa Younsi, Montréal, Mémoire d'encrier, 2016, 140 p. [reproduit dans la revue Droits et libertés, vol. 36, no. 1, printemps 2017, p. 11].  (ISBN 9782897123697, 9782897123710 et 9782897123703)
- « Natash va à la ville », Amun, sous la direction de Michel Jean, Montréal, Stanké, 2016, p. 88-90.  (ISBN 9782760411975, 9782760411944 et 9782897123703)
- « Poème [tiré d’Un thé dans la toundra] », Recherches féministes, vol. 30, no. 1, dossier « Femmes autochtones en mouvement », 2017, p. 1.  (ISSN 0838-4479 et 1705-9240)[23]
- Tracer un chemin : Meshkanatsheu / Écrits des Premiers peuples, sous la direction d’Olivier Dezutter, Naomi Fontaine et Jean-François Létourneau, Wendake, Hannenorak, 2017, p. 11-12, 20-21, 59, 71 et 105.  (ISBN 9782923926254)
- « Rédactrice invitée : Joséphine Bacon », Association des libraires du Québec, janvier 2019, en ligne
- « Tu as vécu », Littoral, no 14, automne 2019, p. 190.  (ISBN 9782897911324 et 9782897911331)
- [Trois poèmes], dans Vanessa Bell et Catherine Cormier-Larose (dir.), Anthologie de la poésie actuelle des femmes au Québec (2000-2020), Montréal, Éditions du Remue-Ménage, 2021, p. 28-31.  (ISBN 9782890917347)
- « Uatan, un cœur bat », dans Michel Jean (dir.), Wapke, Montréal, Stanké, 2021, 216 p.  (ISBN 9782760412798 et 2760412792)

### Filmographie
- Mishtikuashisht - Le Petit Grand Européen : Johan Beetz, Québec, 1997, 51 minutes
- Ameshkuatan - Les sorties du castor, Québec, 1978, 24 minutes
- Je m'appelle humain, (sujet du film), Québec, 2020, réalisé par Kim O'Bomsawin
- Habiter le mouvement, un récit en dix chapitres, Québec, 2019, 61 minutes, réalisé par Béatriz Mediavilla
- Bootlegger

## Prix et honneurs
- 2010 : lauréate du Prix des lecteurs du Marché de la poésie de Montréal pour Bâtons à message[24]
- 2014 : finaliste pour le Prix du Gouverneur général pour Un thé dans la toundra[25]
- 2014 : finaliste au Grand Prix du livre de Montréal pour Un thé dans la toundra[26]
- 2017 : lauréate du Prix International Ostana, catégorie écritures en langue maternelle[27]
- 2019 : lauréate du Prix des libraires du Québec, catégorie Poésie québécoise, pour Uiesh / Quelque part[16]
- 2019 : lauréate du Prix Voix autochtones (Indigenous Voices Awards), catégorie poésie en français, / Quelque part[17]
- 2019 : lauréate du Prix littéraires des enseignants de français, catégorie poésie, pour Uiesh / Quelque part[28]
- 2019 : finaliste pour le Prix Alain-Grandbois pour Uiesh / Quelque part[17]
- 2019 : lauréate du Prix Samuel de Champlain pour le Canada[29]
- 2019 : lauréate du Prix Hélène-Pedneault de la Société Saint-Jean-Baptiste de Montréal[30]
- 2022 : lauréate du Prix littéraires des enseignants AQPF-ANEL, catégorie poésie, pour Nin Auass, Moi l'enfant[31]
- 2023 : lauréate du Prix littéraire des Premiers Peuples, catégorie hommage, de la Fondation Metropolis bleu et Indigenous Voices Awards[32],[33]
- 2023 : lauréate du Prix Molson du Conseil des arts du Canada[34]

### Hommages

#### Doctorats honorifiques
- 2016 : Doctorat honorifique en anthropologie de l’Université Laval[35]
- 2021 : Doctorat honorifique honoris causa de l'Université du Québec à Montréal[36]

#### Décorations
- 2018 : Membre de l’Ordre des Arts et des Lettres du Québec[37]
- 2018 :  Officière de l'Ordre de Montréal[38]
- 2022 :  Officière de l'Ordre national du Québec[39]
- 2023 :  Officier de l'Ordre du Canada[40]